# Mestna občina Kranj
Mestna občina Kranj je ena od dvanajstih mestnih občin v Republiki Sloveniji. S 57.000 prebivalci je tretja največja mestna občina v Sloveniji po številu prebivalcev (za Ljubljano in Mariborom in pred Celjem) s središčem v Kranju. S 56.171 prebivalci je tretja največja mestna občina. 

## Zgodovina občine
Čas fevdalizma, za katerega je bila značilna razdrobljenost, je vplival na poznejše oblikovanje dežel Štajerske, Koroške, Goriške, Kranjske in Trsta. O nastanku občin lahko govorimo že za časa Ilirskih provinc, ko so jih na naših tleh ustanovili Francozi, ki so nastale na podlagi prej oblikovanih katastrskih občin. 
Slovenija je bila med obdobjem 1868 – 1929/36 upravno razdeljena na Kranjsko, Koroško, Štajersko, Ogrsko, Goriško in Istro. Kranjska je bila razdeljena na 501 občino, vanjo je spadala tudi Ljubljana, ki je imela poseben status – status statutarne občine. Število prebivalcev se je med posameznimi občinami gibalo med 100 in 4.000 prebivalcev, na celotnem ozemlju Kranjske pa je leta 1854 živelo 478.299 prebivalcev. Kranjska je bila razdeljena na mesto Ljubljana kot samostojno enoto in na 30 okrajev. Imela je 8 deželnoknežjih mest, med katerimi je bilo glavno mesto Ljubljana. Med deželnoknežjimi mesti je bilo tudi mesto Kranj. Okraj Kranj, ki je štel 24.425 prebivalcev je bil sestavljen iz 17 občin, v katerih je povprečno živelo 2.035 prebivalcev. Teh 17 občin je bilo: Cerklje, Goriče, Hrastje, Kranj, Mavčiče, Naklo, Olševek, Preddvor, Predoslje, Primskovo, Smlednik, Stražišče, Sv. Jošt, Šenčur, Trstenik, Velesovo in Voglje. 
V začetku stoletja je Občina Kranj upravno obsegala mestno jedro s Kokrškim in Savskim predmestjem. Leta 1921 so se meje občine zaradi nakupa zemljišč na desnem bregu Save razširile. 
26. aprila 1922 je bila izdana Uredba o razdelitvi države na oblasti, ki je predpisala, da se država razdeli na 33 oblasti, med katerimi sta bili za področje Slovenije predvideni dve – ljubljanska in mariborska. Kranj je spadal pod ljubljansko oblast. Ker so oblasti ugotovile, da je preveliko občin, so se odločili, da bodo njihovo število zmanjšali – iz 501 občin so jih zmanjšali na 348. V okraju Kranj so ukinili 5 občin, tako da je imel kranjski okraj nato le še 12 občin. 
Z nastankom Kraljevine Jugoslavije je se obča uprava začela vršiti po banovinah, srezih in občinah. Določenih je bilo 9 banovin, na slovenskem območju je bila imenovana Dravska banovina s sedežem v Ljubljani. Z namenom pospeševanja zdravja so bile ustanovljene »zdravstvene občine«. V Dravski banovini je bilo tako ustanovljenih 13 samostojnih zdravstvenih občin in 103 združene zdravstvene občine. Zdravstvena občina Kranj je skupaj z zdravstvenimi občinami Cerklje, Škofja Loka, Trata nad Škofjo Loko, Tržič in Železniki spadala pod kranjski okraj. Leta 1933 se je število občin v Dravski banovini iz 1072 (leta 1931) zmanjšalo na 362. Kranjski srez je sestavljalo 15 občin: Cerklje, Jezersko, Kovor, Kranj, Križe, Naklo, Preddvor, Predoslje, Smlednik – Trboje, Stražišče, Sv. Ana, Sv. Jošt, Sv. Katarina, Šenčur in Tržič.
V banovini je bil Kranj središče sreza (okraja) Kranj, ki je obsegal širše območje Kranja, Tržiča in do leta 1936 tudi Škofje Loke. Zaradi gospodarskega razvoja in urbanizacije mesta se je zgodila tudi upravna širitev. Istega leta so se tako kranjski občini priključila predmestna naselja Čirče, Gorenje, Huje, Klanec, Primskovo in Rupa, kasneje, ob začetku druge svetovne vojne pa še Stražišče. Državni statistični urad je sestavil Splošni pregled za Dravsko banovino za leto 1939. V kranjskem okraju je prišlo do nekaterih sprememb. Število občin se je povečalo na 17, prišlo pa je tudi do preimenovanj. Kranjski okraj so tako sestavljale naslednje občine: Besnica, Cerklje na Gorenjskem, Golnik, Jezersko, Kovor, Kranj, Križe, Mavčiče, Naklo, Preddvor, Predoslje, Smlednik, Stražišče, Sv. Ana pod Ljubeljem, Sveta Katarina, Šenčur in Tržič. V celotnem okraju je živelo 36.487 ljudi. 
Do leta 1936 je bil kranjski srez s 1.099 km² najobsežnejši srez na Gorenjskem. Ko pa je leta 1936 Škofja Loka postaja samostojen srez, pa mu je ostalo le še 599 km². Ravninski del in gričevje sta večinoma kulturen svet. Po svoji legi in živalstvu pripada večina ozemlja triglavski pokrajini. Politično-upravno gledano je kranjski srez zibelka pozneje formirane deleže Kranjske. Leta 1931 je bilo v srezu 39.224 prebivalcev, podatki za leto 1921 pa kažejo, da jih je bilo takrat 29.996. Prirastek tako znaša 31%, kar je veliko. Gospodarski temelj prebivalstva je kmetijstvo, kjer se v ravninskem svetu ukvarjajo predvsem s poljedelstvom, v gorskem pa z živinorejo in gozdarstvom. Za Dravsko banovino produkcija poljskih pridelkov kaže nadpovprečne uspehe zlasti pri pšenici, ječmenu, rži in krompirju. Dosti napredna je tudi živinoreja. Nekdaj močno rudarstvo je do leta 1937 omejeno le še na pridobivanje apna in cestnega drobirja. V tridesetih letih je začela naraščati gospodarska moč industrije – najobsežnejša je bombažna tekstilna stroka v Kranju. 
V občini Kranj je na površini 426 ha živelo 4220 ljudi. Poseljenih je bilo 405 hiš, 375 posestev, 30 koč, 1040 pa je najemnikov. Kljub majhnosti je kranjska občina zavzemala najpomembnejši prostor Ljubljanske kotline. Veljala je predvsem kot trgovsko mesto – vodi trgovino z živino, živili in manufakturo, po obsegu pa je tu najmočnejša lesna trgovina. Poleg tega je predstavljala tudi prometno središče za celoten kranjski srez, saj se tu od gorenjske železnice odcepi lokalna tržiška proga. Mesto je vplivalo je na razvoj domače obrti v okoliških krajih (med drugim na sitarstvo in platnarstvo). Izreden razvoj je na tem območju dosegla industrija, ki se je preko lesne, mlinarske in usnjarske stroke razvila v tekstilno in v izdelovanje gumarskih izdelkov. 
V obdobju po 2. svetovni vojni je prihajalo do sprememb pri nastajanju, spreminjanju in ukinjanju lokalnih teritorialnih enot. Slovenija je bila razdeljena na 5 okrožij. Kranj je bil del ljubljanskega okrožja, katerega je sestavljalo 7 okrajev – Grosuplje, Jesenice, Kamnik, Kranj, Ljubljana-okolica, Rakek in Škofja Loka. Leta 1948 je bil kranjski okraj sestavljen iz 58 krajev. Leta 1952 je z novim zakonom o razdelitvi Ljudske republike Slovenije mesto Kranj dobilo status mestne občine z 17.827 prebivalcev. Tri leta kasneje je kranjski okraj vsega skupaj pokrival 11 občin, katere so skupaj štele 126.300 prebivalcev – Bled, Bohinj, Cerklje, Gorenja vas, Jesenice in Kranj (ki je imela 37.000 prebivalcev). 
Po osamosvojitvi Slovenije, vse do leta 1994 je na slovenskem ozemlju obstajalo 62 občin, med njimi tudi občina Kranj. 3. 10. 1994 je Državni zbor sprejel Zakon o ustanovitvi občin ter o določitvi njihovih območij, s katerim je bilo v Sloveniji ustanovljenih 147 občin, od tega je bilo 11 mestnih. Kranjska občina je postala mestna občina.
Do leta 1994 je obstajala samo občina Kranj, do leta 1998 pa je kranjska občina razpadla na občine Kranj, Šenčur, Cerklje na Gorenjskem, Naklo in Preddvor. Kasneje je občina Preddvor razpadla na občini Preddvor in Jezersko. 
Danes občino Kranj sestavlja 26 (mestnih in primestnih) krajevnih skupnosti, kar pomeni, da je teritorialno najbolj razčlenjena občina v Sloveniji: Besnica, Bitnje, Britof, Bratov Smuk, Center, Čirče, Golnik, Gorenja Sava, Goriče, Hrastje, Huje, Jošt, Kokrica, Mavčiče, Orehek-Drulovka, Planina, Podblica, Primskovo, Predoslje, Stražišče, Struževo, Tenetiše, Trstenik, Vodovodni stolp, Zlato polje in Žabnica, med njimi jih je 12 (ali skoraj polovica) na ozemlju mesta/naselja Kranj.
Mestni svet Mestne občine Kranj sestavlja 33 članov. Župan Mestne občine Kranj je od 20. decembra 2018 Matjaž Rakovec, v svojem drugem mandatu pa je že drugič za podžupana imenoval Janeza Černeta, Manja Zorko je svojo funkcijo kot podžupanja nastopila 1. marca 2023.

## Župani v Kranju
- Matjaž Rakovec 2018[4]–
- Boštjan Trilar 2014–2018
- Mohor Bogataj 2010–2014
- Damjan Perne 2006–2010
- Mohor Bogataj 1998–2006
- Vitomir Gros 1990–1998
- Ivan Torkar 1986–1990
- Ivan Cvar 1982–1986
- Stane Božič 1978–1982
- Tone Volčič 1974–1978
- Slavko Zalokar 1967–1974
- Martin Košir 1963–1967
- Jože Mihelič 1961–1963
- Ivo Šefic 1961–1961
- Franc Puhar 1958–1961
- Vinko Hafner 1953–1958
- Beznik 1952–1953
- Andrej Brovč 1948–1952
- Mara Ogrizek 1947–1948
- Marjan Brilly 1947–1947
- Rudolf Hlebš 1945–1947
- Frideric Mörth 1943–1945
- Kurt Decker 1942–1943
- Herbert Markgraf 1941–1942
- Karol Česen 1936–1941
- Josip Tajnik 1936–1936
- Ciril Pirc 1921–1936
- Ferdinand Polak 1911–1921
- Karel Šavnik 1874–1911
- Leopold Jugovic 1872–1874
- Sebastjan Šavnik 1869–1872
- Matej Pirc 1866–1869
- Sebastjan Šavnik 1865–1866
- Konrad Lokar 1861–1865
- Jakob Jalen 1857–1861
- Konrad Lokar 1850–1857